# شورای افسوس
شورای اِفِسوس یا شورای اِفِسُس مجمعی از اسقف‌های مسیحی در افسوس ( واقع در ترکیه کنونی ) بود که در سال ۴۳۱میلادی توسط امپراتور رومی تئودئوس دوم تشکیل شد. این سومین شورای سراسری مسیحیت بود که تلاشی برای رسیدن به اجماع در کلیسا از طریق مجمعی از نمایندگان جهان مسیحیت بود و اعتقادنامه نیقیه را تایید کرد   و آموزه های نستروریوس را محکوم کرد، او بر این باور بود که مریم مقدس ممکن است «کریستو توکوس»(زاینده مسیح) نامیده شود و نه « تئوتوکوس»(زاینده خدا). این شورا در ماه ژوئن و ژوئیه ۴۳۱ میلادی در کلیسای مری در افسوس در آناتولی تشکیل جلسه داد.
(بعضی فرقه‌های معتقد به سه‌گانه‌ناباوری، ترمیم‌گرایی و ناباور به مسیحیت نیقیه نشان داده نشده‌اند)